# Tipula (Schummelia) stenorhabda
Tipula (Schummelia) stenorhabda is een tweevleugelige uit de familie langpootmuggen (Tipulidae). De soort komt voor in het Nearctisch gebied.